# Urbancrest
Urbancrest – wieś w Stanach Zjednoczonych, w stanie Ohio, w hrabstwie Franklin.